# Xã Powers, Quận Cass, Minnesota
Xã Powers (tiếng Anh: Powers Township) là một xã thuộc quận Cass, tiểu bang Minnesota, Hoa Kỳ. Năm 2010, dân số của xã này là 715 người.